# Myxiops aphos
Myxiops aphos är en fiskart som beskrevs av Angela M. Zanata och Alberto Akama 2004. Myxiops aphos ingår i släktet Myxiops och familjen Characidae. Inga underarter finns listade i Catalogue of Life.